# Henry Ward Beecher
Henry Ward Beecher (Litchfield, Connecticut; 24 de junio de 1813 - Brooklyn, Nueva York; 8 de marzo de 1887) fue un clérigo congregacionalista estadounidense y prominente abolicionista de la esclavitud.

## Biografía
Hijo del ministro Lyman Beecher, Beecher era hermano de la famosa escritora Harriet Beecher Stowe y de Catharine Beecher. 
Después de graduarse en el Colegio Amherst y de estudiar posteriormente en el Seminario Teológico Lane, prestó servicio como pastor de las congregaciones de Indianápolis. En 1847 fue convocado a la Plymouth Church of the Pilgrims en Brooklyn y se llegó a convertir en un famoso orador y uno de los predicadores más influyentes de su tiempo.
Entre sus ideales, defendió el derecho de las mujeres al sufragio femenino y el movimiento por la templanza. Al mismo tiempo destacaría como uno de los principales ministros que condenaron la esclavitud, por lo que se ganó la simpatía de Frederick Douglass. De convicciones fundamentalistas, Beecher  enfatizó el amor al prójimo según la moral cristiana, y atesoró su creencia en la Biblia, por lo cual se opuso a la teoría de la evolución de Charles Darwin.
Su reputación se vio perjudicada en 1872 cuando uno de sus detractores, la sufragista Victoria Woodhull, lo acusó de adulterio. El caso se volvió un escándalo pero más tarde Beecher fue absuelto y regresó a sus actividades como ministro religioso a pesar de que se comprobó el comportamiento adúltero dado que la mujer implicada confesó.
- Datos: Q1607404
- Multimedia: Henry Ward Beecher / Q1607404